# Parakkasaari
Parakkasaari är en ö i Finland.   Den ligger i kommunen Posio  i den ekonomiska regionen  Östra Lapplands ekonomiska region  och landskapet Lappland, i den nordöstra delen av landet, 700 km norr om huvudstaden Helsingfors.